# Ste-Catherine (Lille)

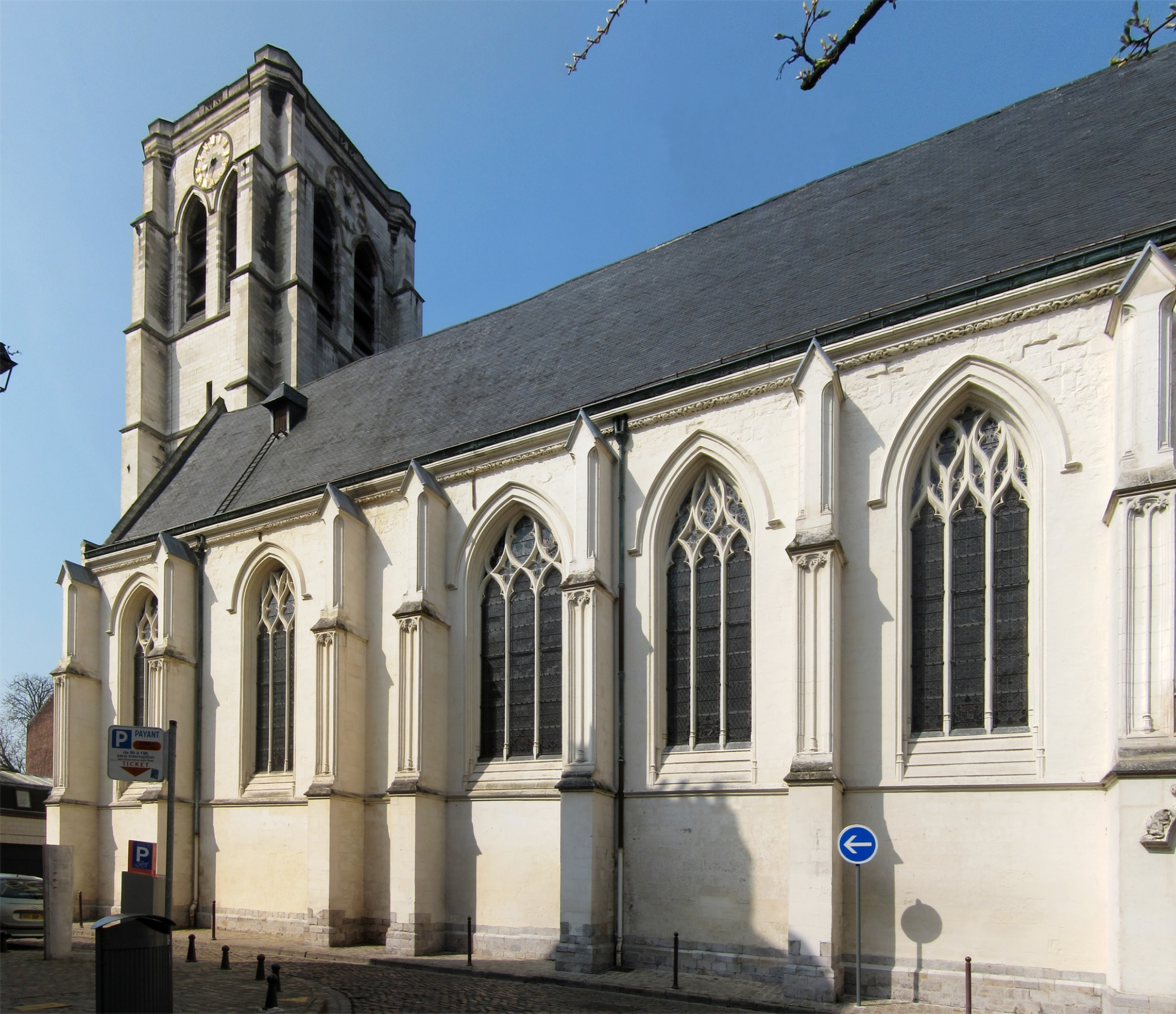
Kirche Ste-Catherine in Lille

Die Kirche Ste. Catherine  ist eine römisch-katholische Pfarrkirche in Lille in Frankreich. Sie ist seit 1991 als Monument historique klassifiziert.

## Lage und Patrozinium
Die Kirche liegt unweit der Kathedrale von Lille am Beginn der Rue Royale im Stadtviertel Vieux Lille. Sie ist zu Ehren der heiligen Katharina von Alexandrien geweiht. Die Kirche gehört zur Pfarrei Saint-Pierre du Vieux Lille.

## Geschichte

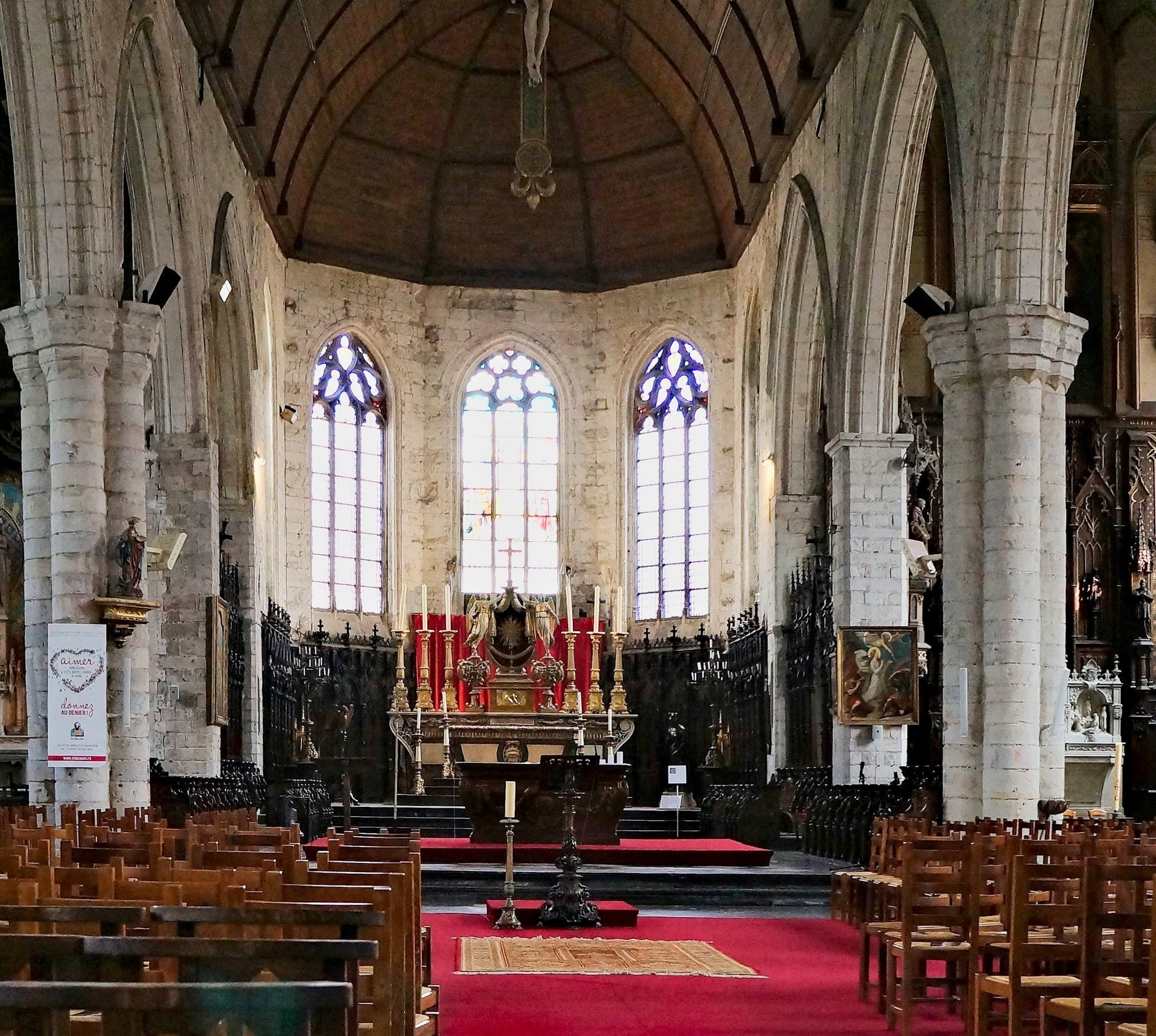
Kirche Ste-Catherine in Lille

Die Kirche wurde in der Zeit der Flamboyantgotik gebaut, das Schiff 1485–1487, der Turm 1500–1504, der neue Chor 1539–1542. Im 17. und 18. Jahrhundert wurden Veränderungen vorgenommen. Die 1857–1862 durchgeführte neugotische Restaurierung wurde im 20. Jahrhundert entfernt. Entsprechend dem Konzept der Hallenkirche sind alle drei Schiffe gleich hoch.

## Ausstattung

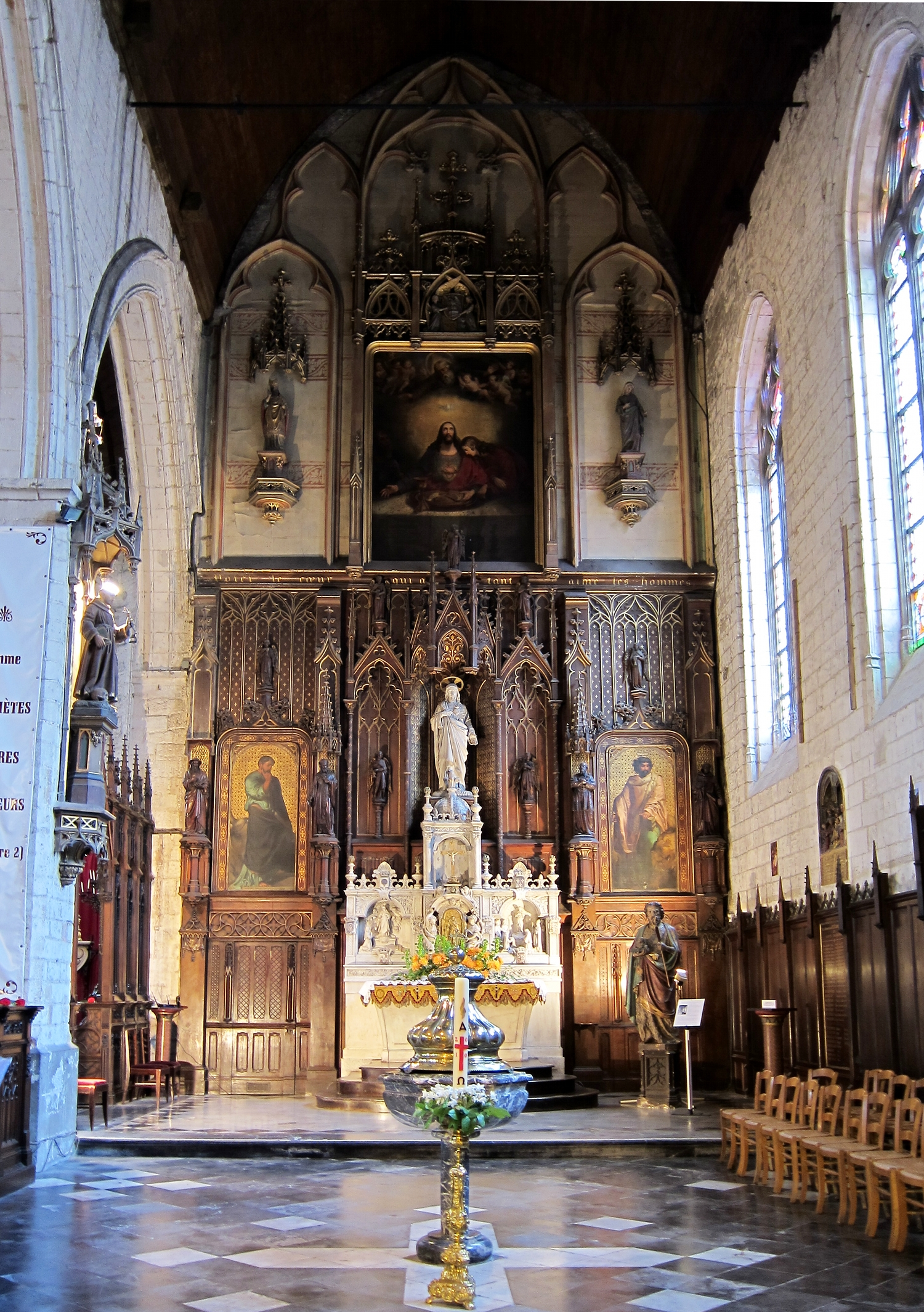
Kirche Ste-Catherine (Johannesaltar)

Die reiche Ausstattung datiert überwiegend aus dem 19. Jahrhundert. Das gilt für das Katharinenfenster von Félix Gaudin, das große hängende Kruzifix von Théophile Bra (1797–1863), das 60-sitzige Chorgestühl von Charles Buisine-Rigot (1820–1893), eine Katharinenfigur deutscher Herkunft, Gemälde von  Oscar De Haes (1822–1902) und dem Ingres-Schüler Victor Mottez (1809–1897), sowie für die Orgel von Pierre Schyven (1884) mit 28 Registern.
Weitere Gemälde stammen von Pierre Michel Le Bouteux (1683–1750) und Gerard Seghers. Zwei Marienfiguren des 15. Jahrhunderts kamen von der ehemaligen Kirche St-Pierre nach Ste-Catherine.